# Церква Квінс Кросс, Глазго
55°52′49″ пн. ш. 4°16′19″ зх. д. / 55.880297773037° пн. ш. 4.2719146959025° зх. д.
Церква Квінс Кросс (Queen's Cross Church) — колишня парафіяльна церква Шотландської церкви в Глазго, Шотландія. Це єдина церква, яка була побудована за проектом Чарльза Ренні Макінтоша; тому вона також відома як церква Макінтоша.

## Історія
У 1896 році Вільна церква Святого Матвія, Глазго, замовила нову церкву та зал від досвідченої архітектурної фірми Глазго Ханімена і Кеппі, які будуть розташовані в районі Спрінгбенка, поблизу Меріхілла. Джон Ханімен призначив роботу своєму молодому талановитому архітектору-стажеру Чарльзу Ренні Макінтошу. Ділянка була незручною, на кутовій ділянці та впритул до кам’яних будинків та великого складу. Відповідно до їхніх вірувань, Вільна Церква вимагала простоти в дизайні. Пам’ятний камінь було закладено 23 червня 1898 року, а перше богослужіння в церкві відбулося 10 вересня 1899 року.
Хоча Макінтош спроектував ще англіканський собор для Ліверпуля в рамках конкурсу, він так і не був побудований, тому Queen's Cross був єдиною церквою Макінтоша, яку було завершено. Будівництво почалося невдовзі після того, як Макінтош закінчив свій конкурсний проект для Школи мистецтв Глазго. Він побудований на Квінс-Кросс, на перетині Гарскуб-роуд і Меріхіл-роуд в районі Меріхіл Глазго. 

## Дизайн Макінтоша

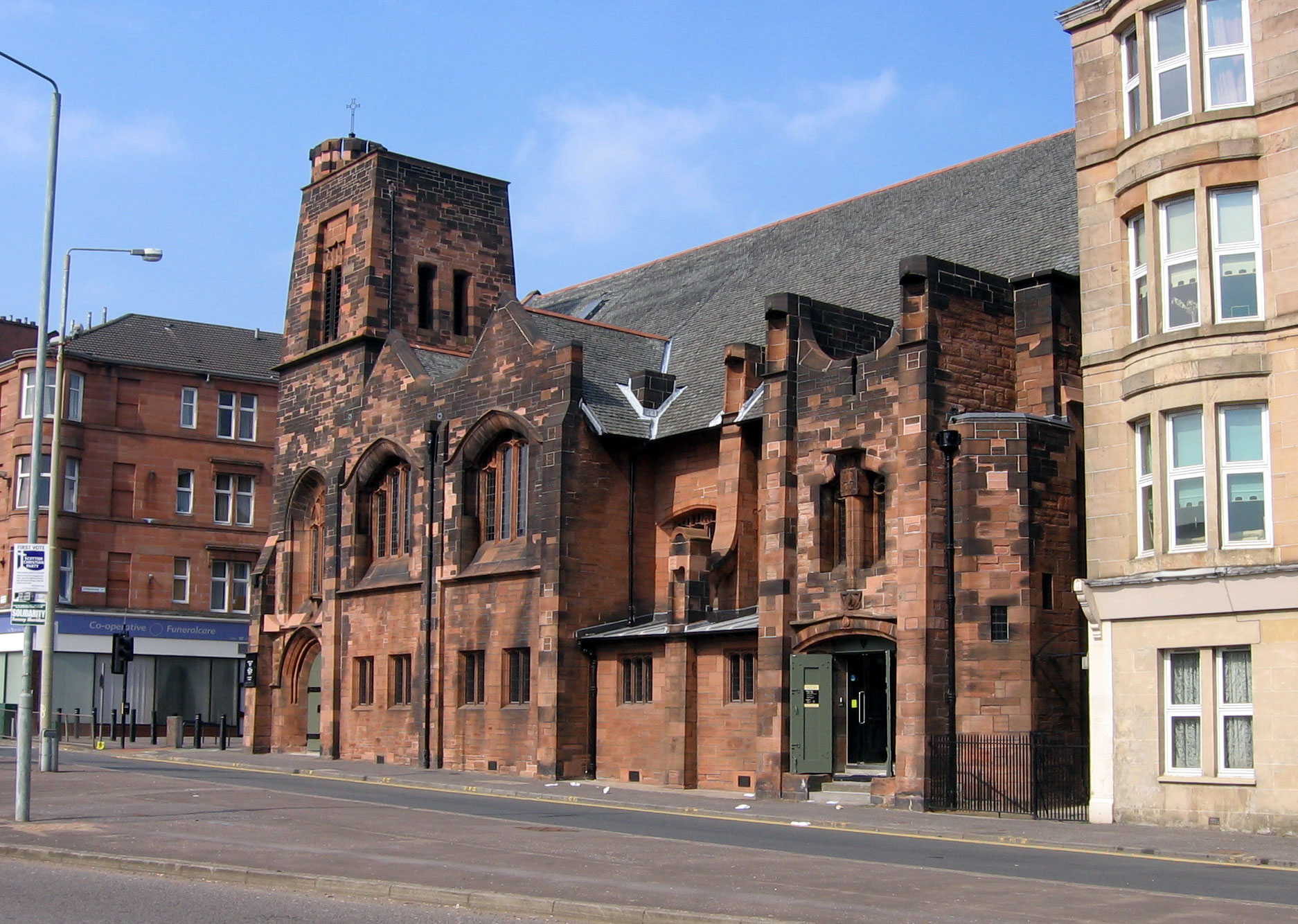
Вид з південного сходу.

### Зовнішній вигляд
На відміну від багатьох церков Глазго, церква Макінтоша не має величезного високого шпиля, вона досить приземкувата і більше схожа на нормандський замок, який інші архітектори називають «сучасною готикою». Головна південно-західна вежа була створена за зразком вежі Церкви всіх святих у Мерріот в Сомерсеті, яку Макінтош відвідав у 1895 році.

### Інтер'єр

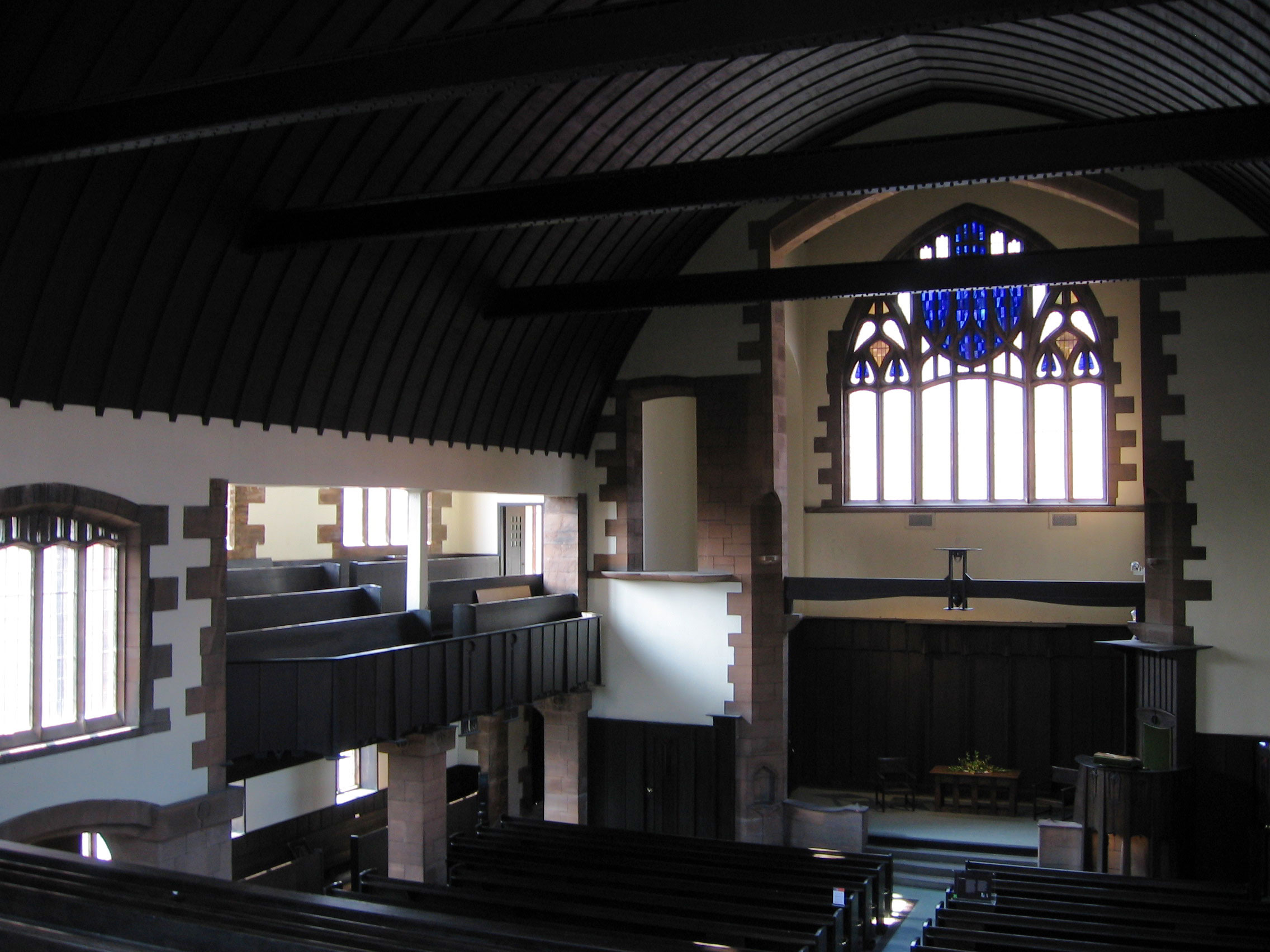
Західне вікно та балкон над південним проходом, вид з головного балкона.

Вітражі створенні за дизайном Макінтоша. 
Дах складається з вражаючого дерев'яного склепінчастого даху, який охоплює всі сорок футів нави.
Кафедра вирізьблена за зразками Макінтоша - вона повторюється п'ять разів навколо вигнутого фронту. Є припущення, що він уособлює крила птаха, що захищає молоді пагони, посіяні на родючому грунті.
Дизайн містить готичні впливи, такі як чудовий вітраж із блакитним серцем, і елементи стилю до Реформації, такі як копія оригінальної балки, яка є унікальною для Шотландії. У подвійних балках і підвісках всередині церкви навіть можна знайти японські впливи. 

## Будинок товариства Чарльза Ренні Макінтоша

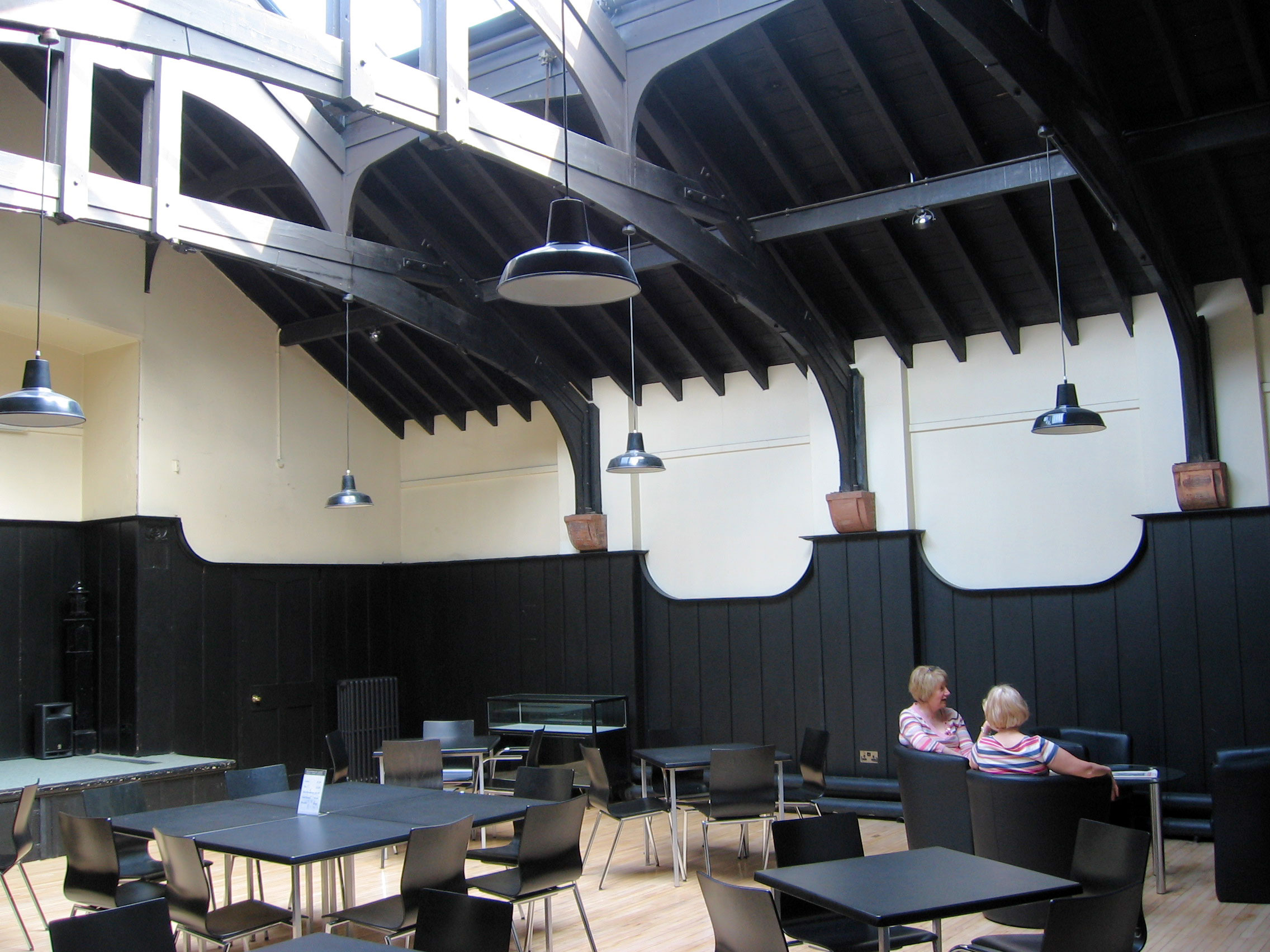
Церковна зала.

Після того, як церкву було виведено з експлуатації в 1970-х роках, на відміну від багатьох церков, які були переобладнані під театри, квартири або знесені та через популярність робіт Макінтоша, церква стала домом для Товариства Чарльза Ренні Макінтоша, яке володіє та керує церквою як туристична атракція.
У сусідньому церковному залі є чайна кімната, а під балконом є демонстраційна зона з багатьма експонатами, включаючи копії стільців, які він сконструював для Willow Tearooms.

## Галерея

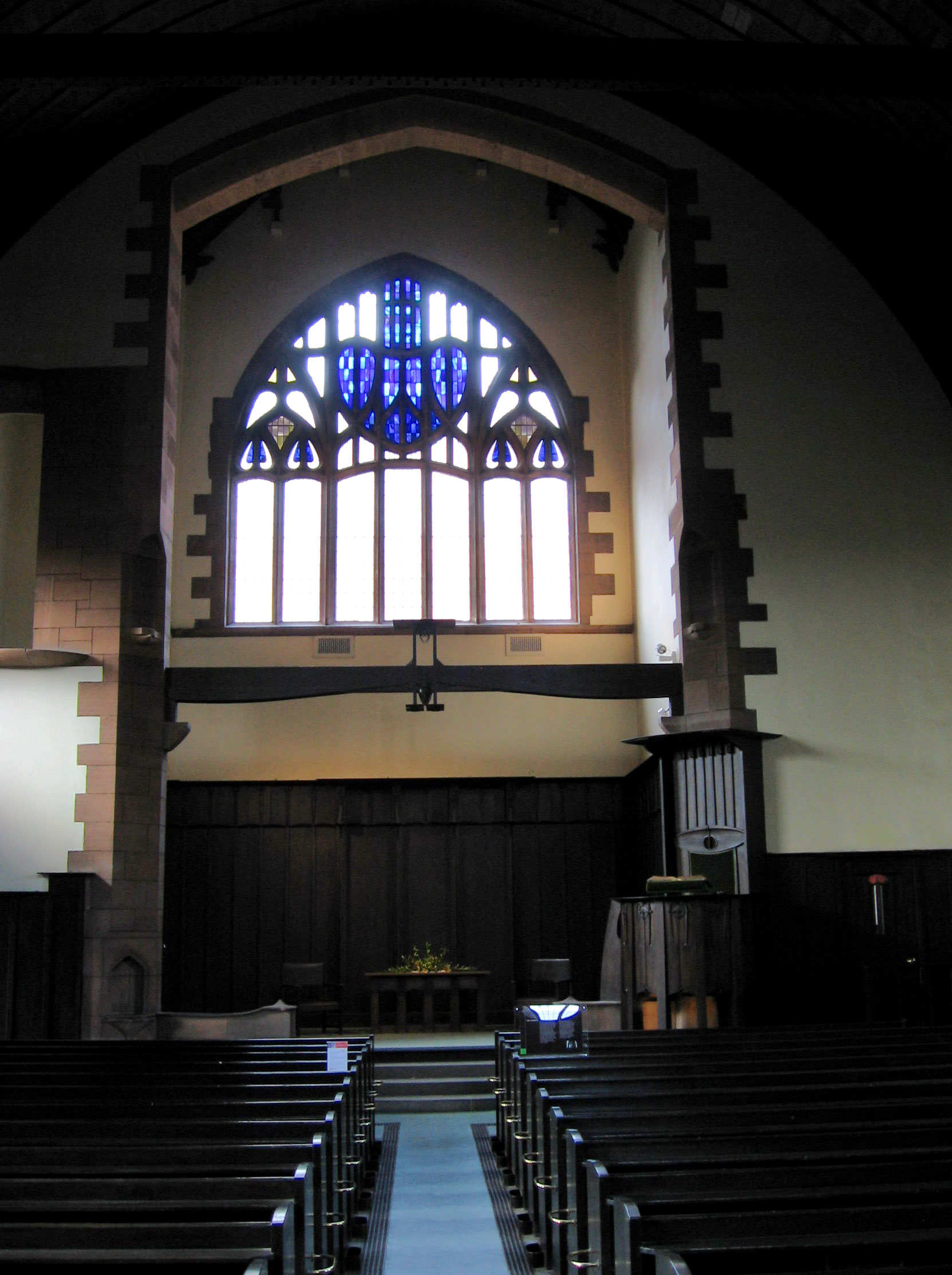
західне вікно
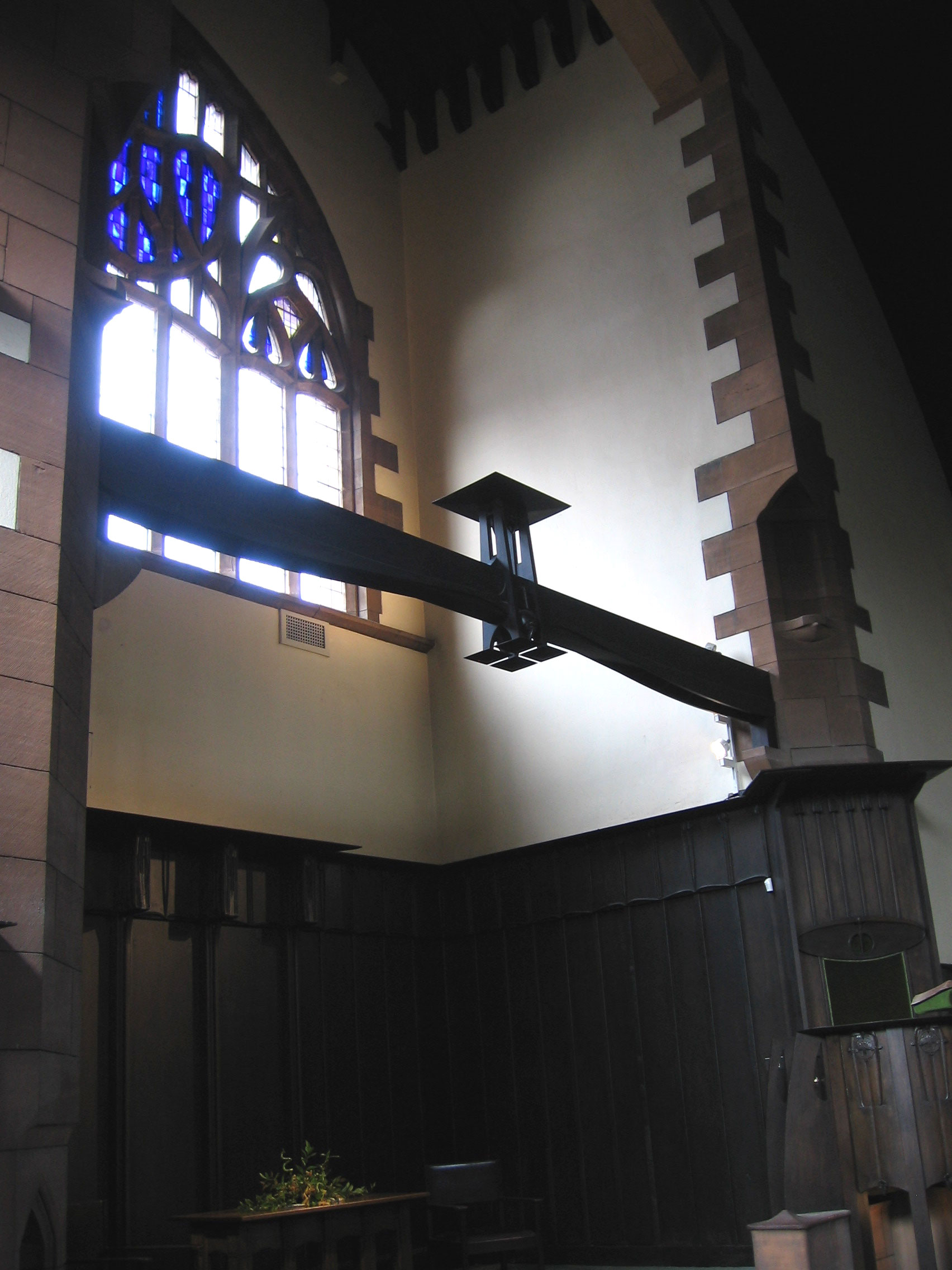
західне вікно
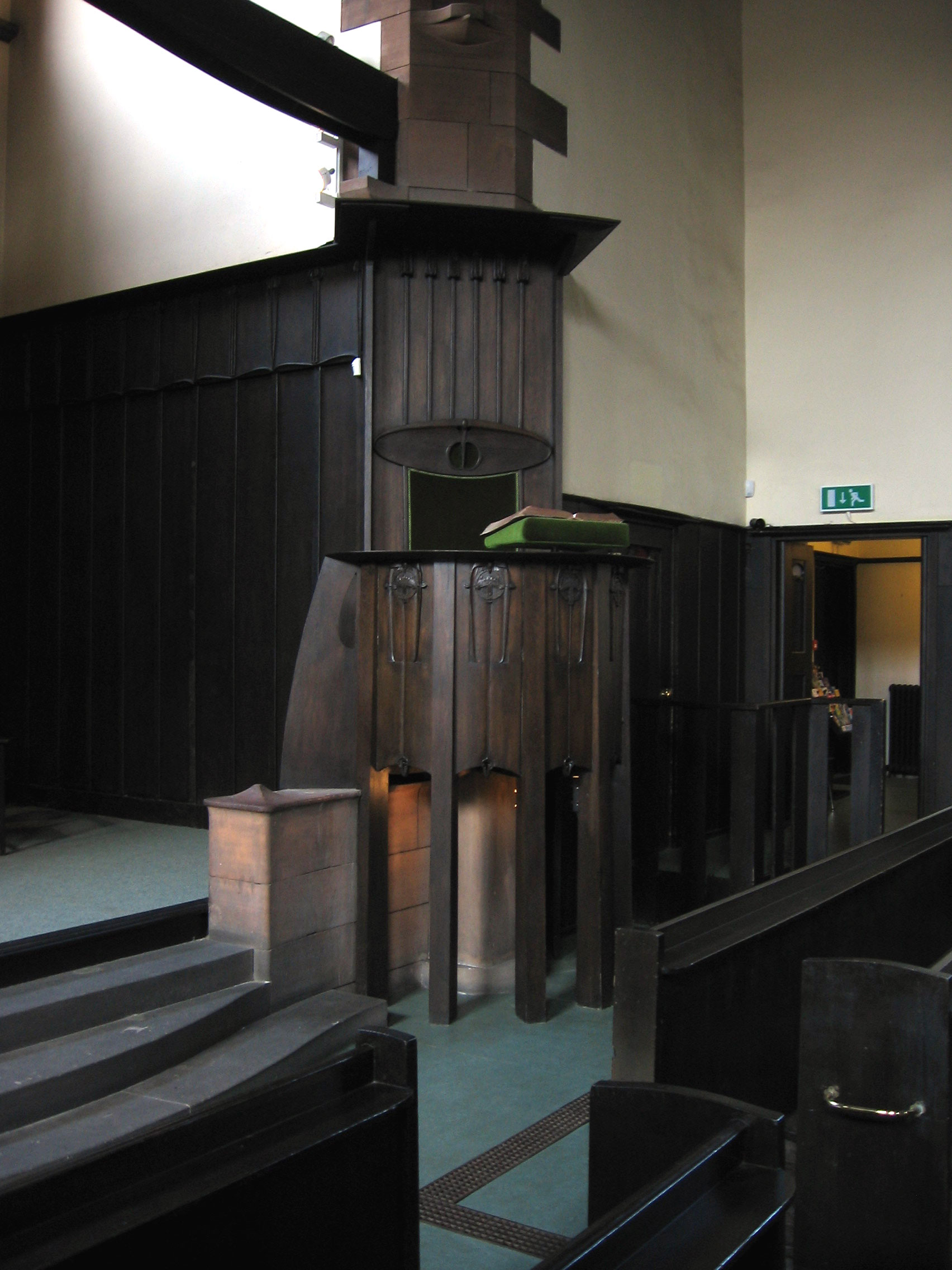
кафедра
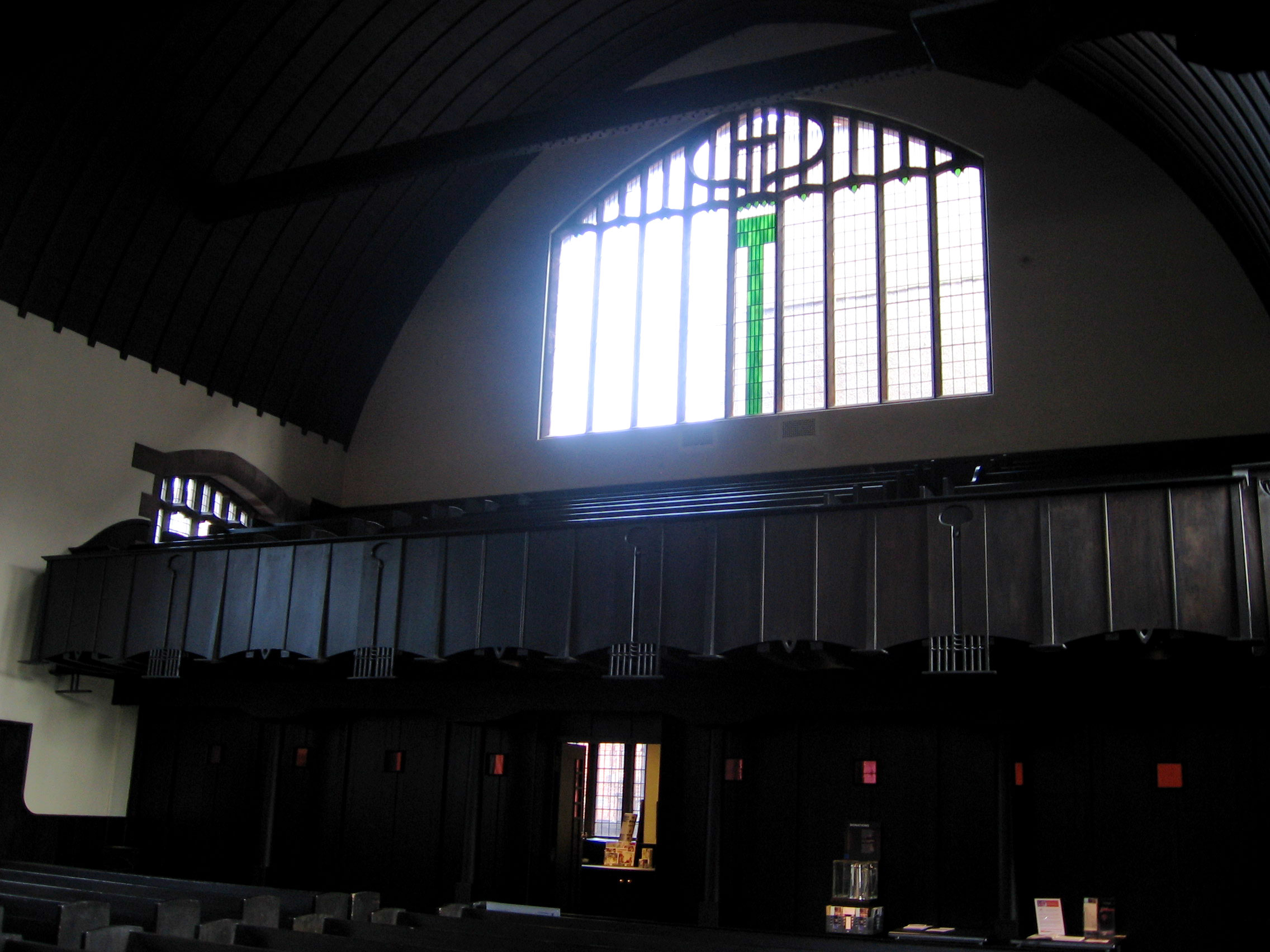
східне вікно над головним балконом
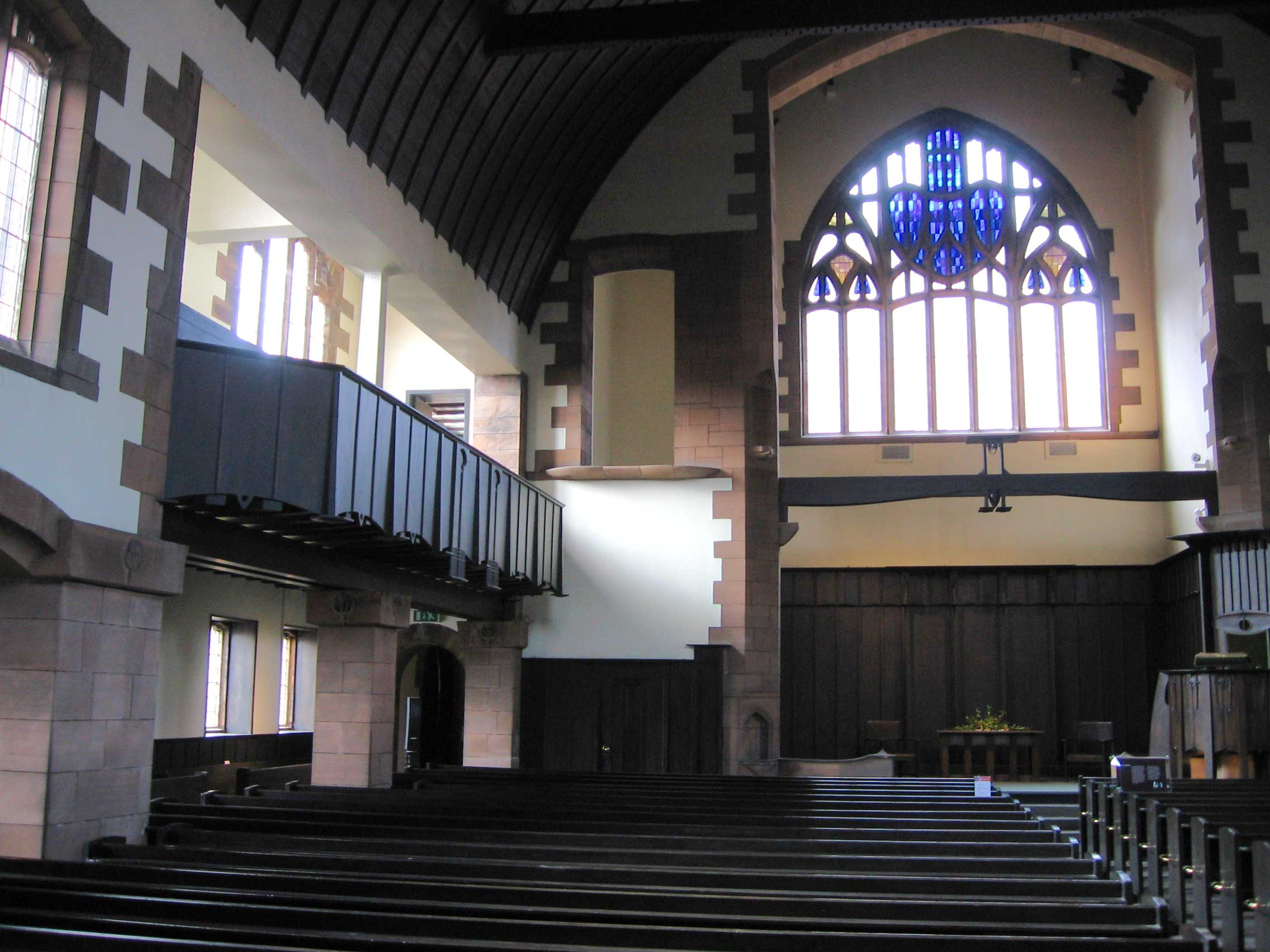
південний проход і західне вікно
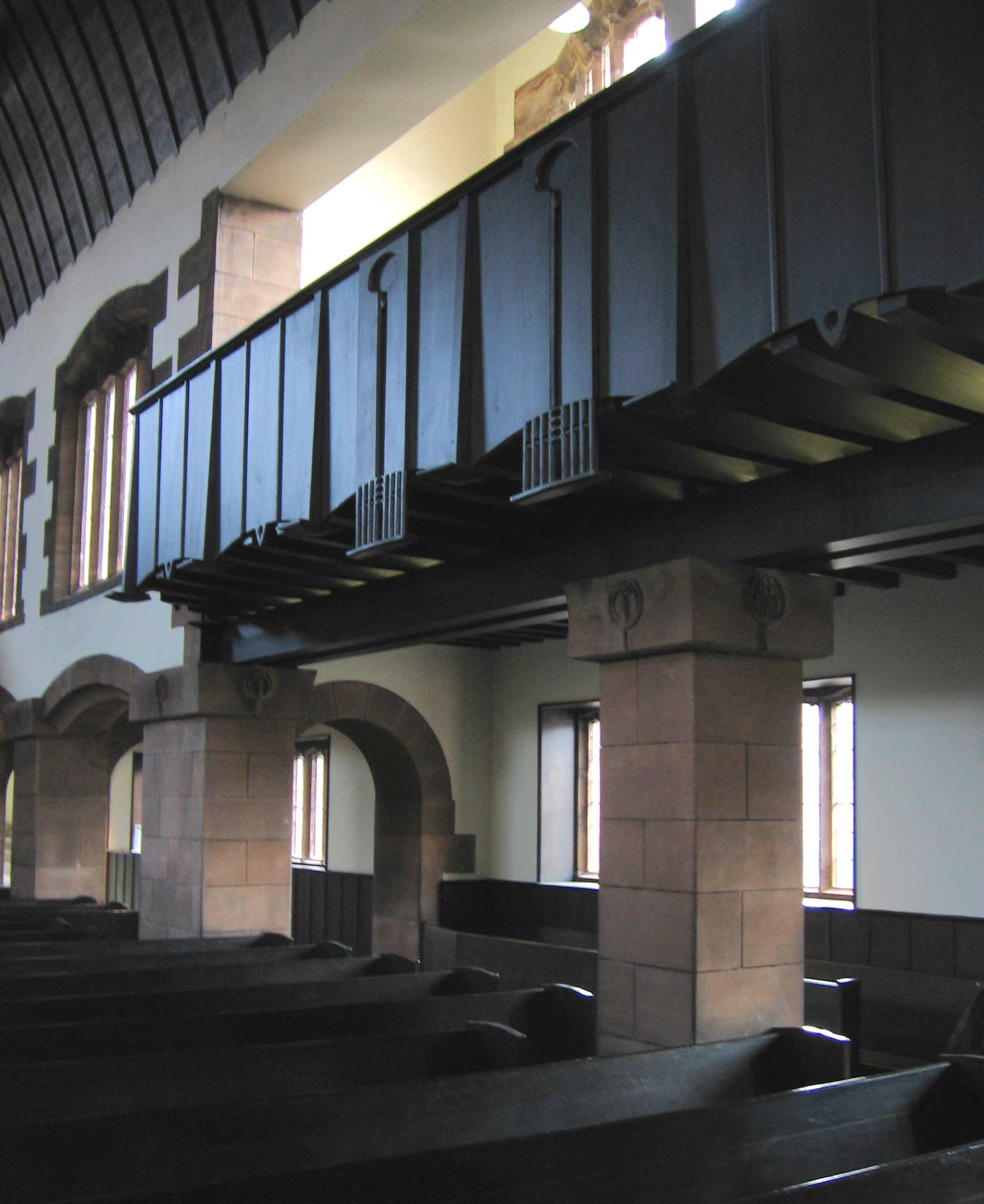
південний проход і балкон
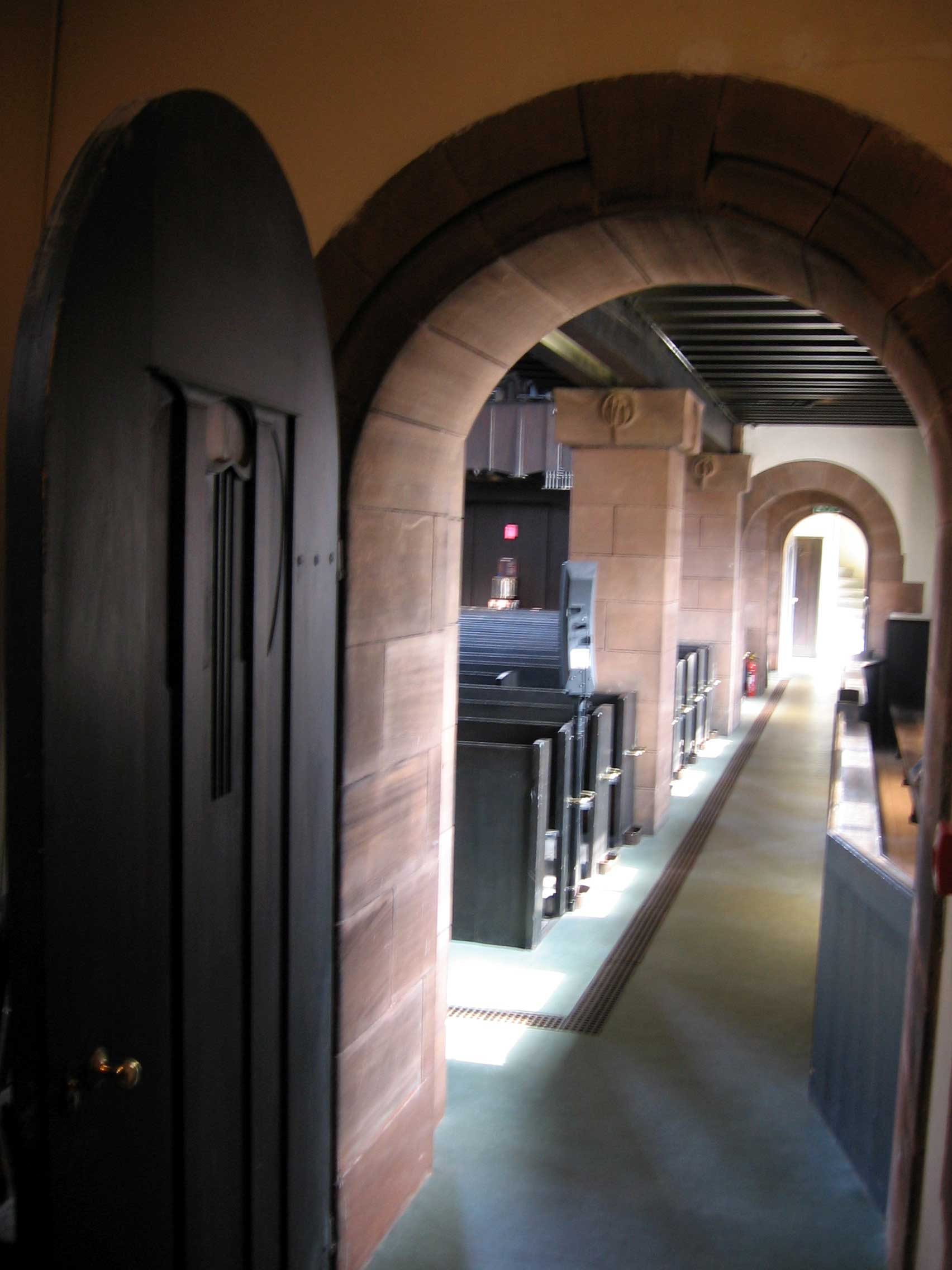
південний проход
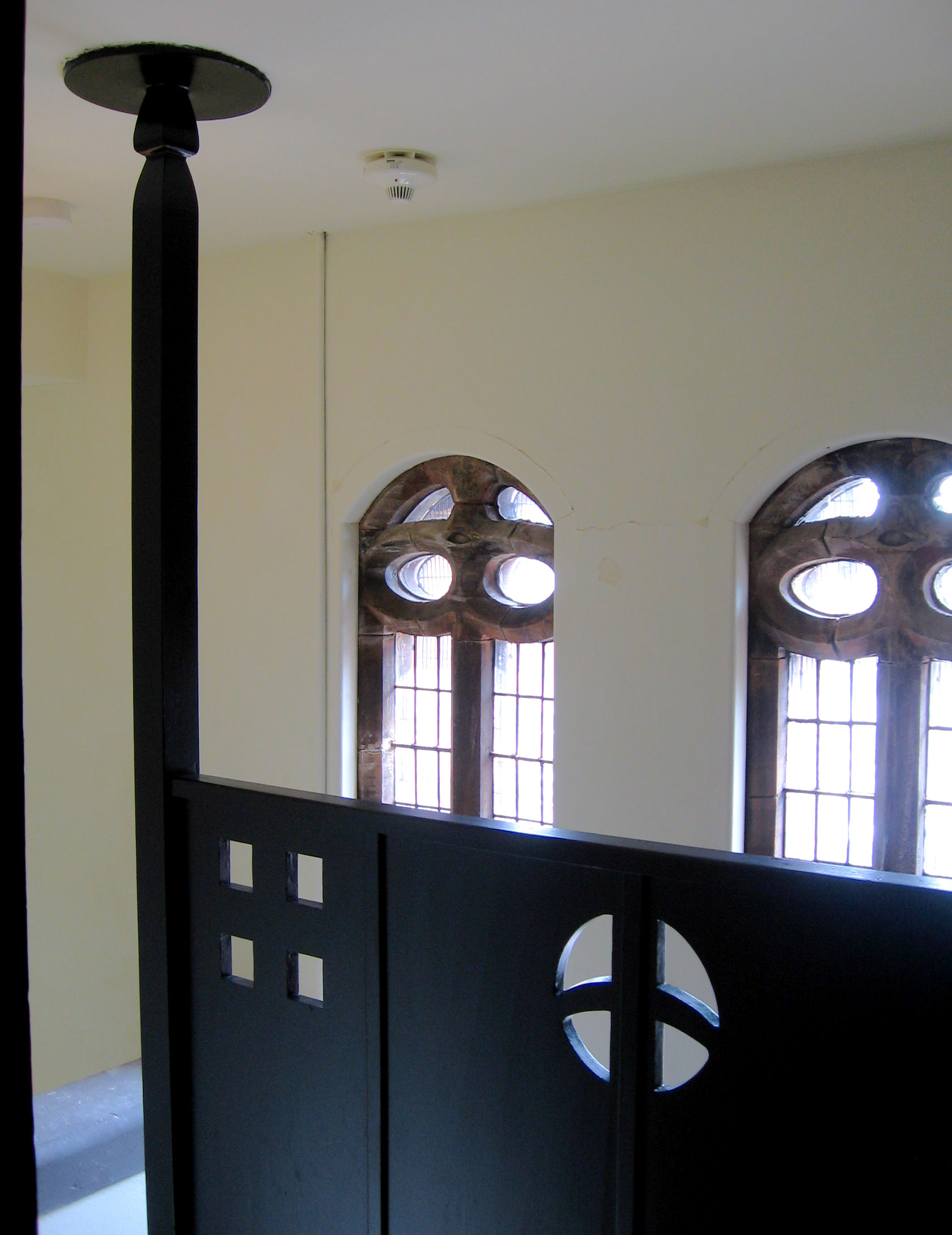
західні сходи
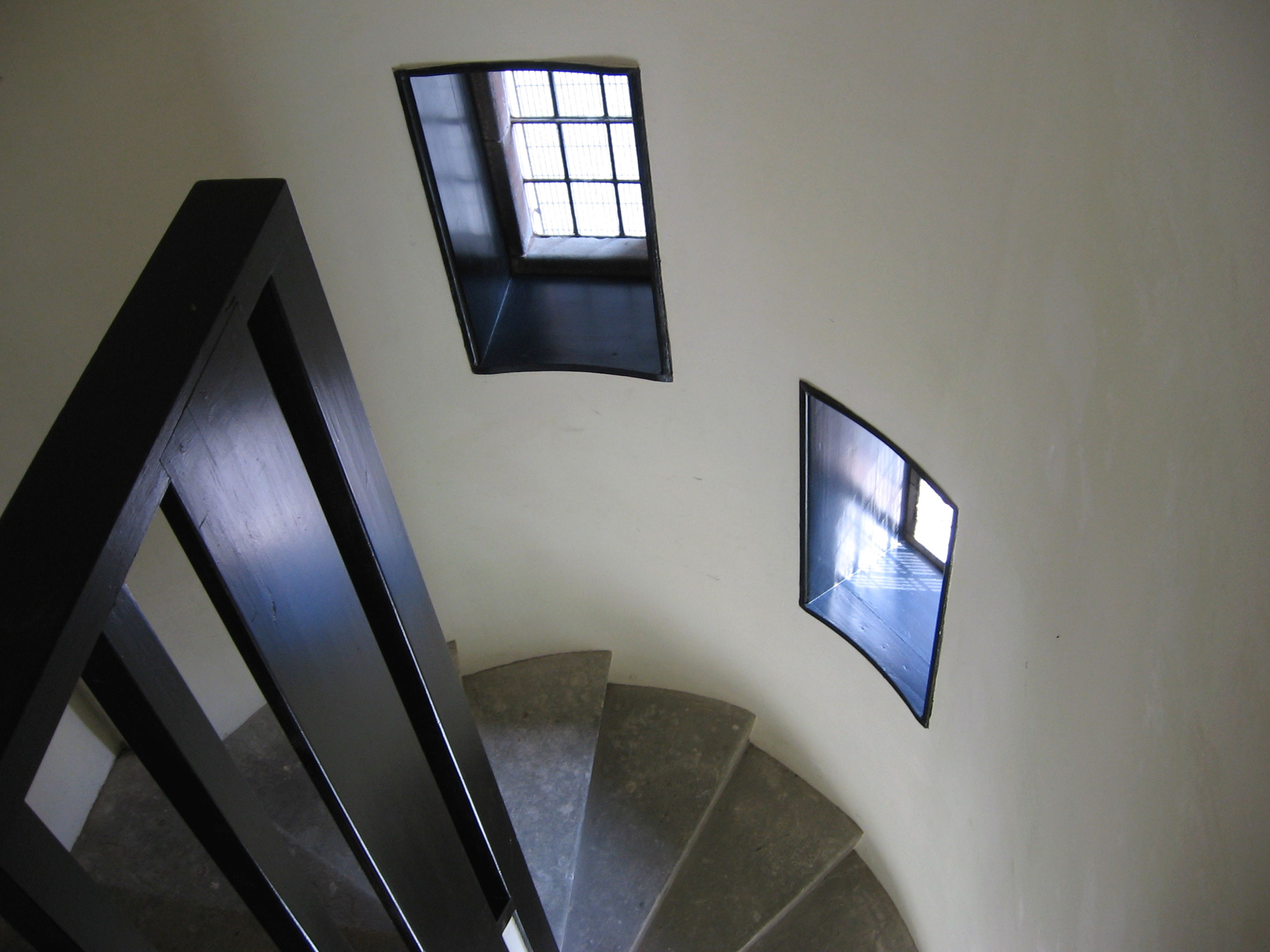
східні сходи
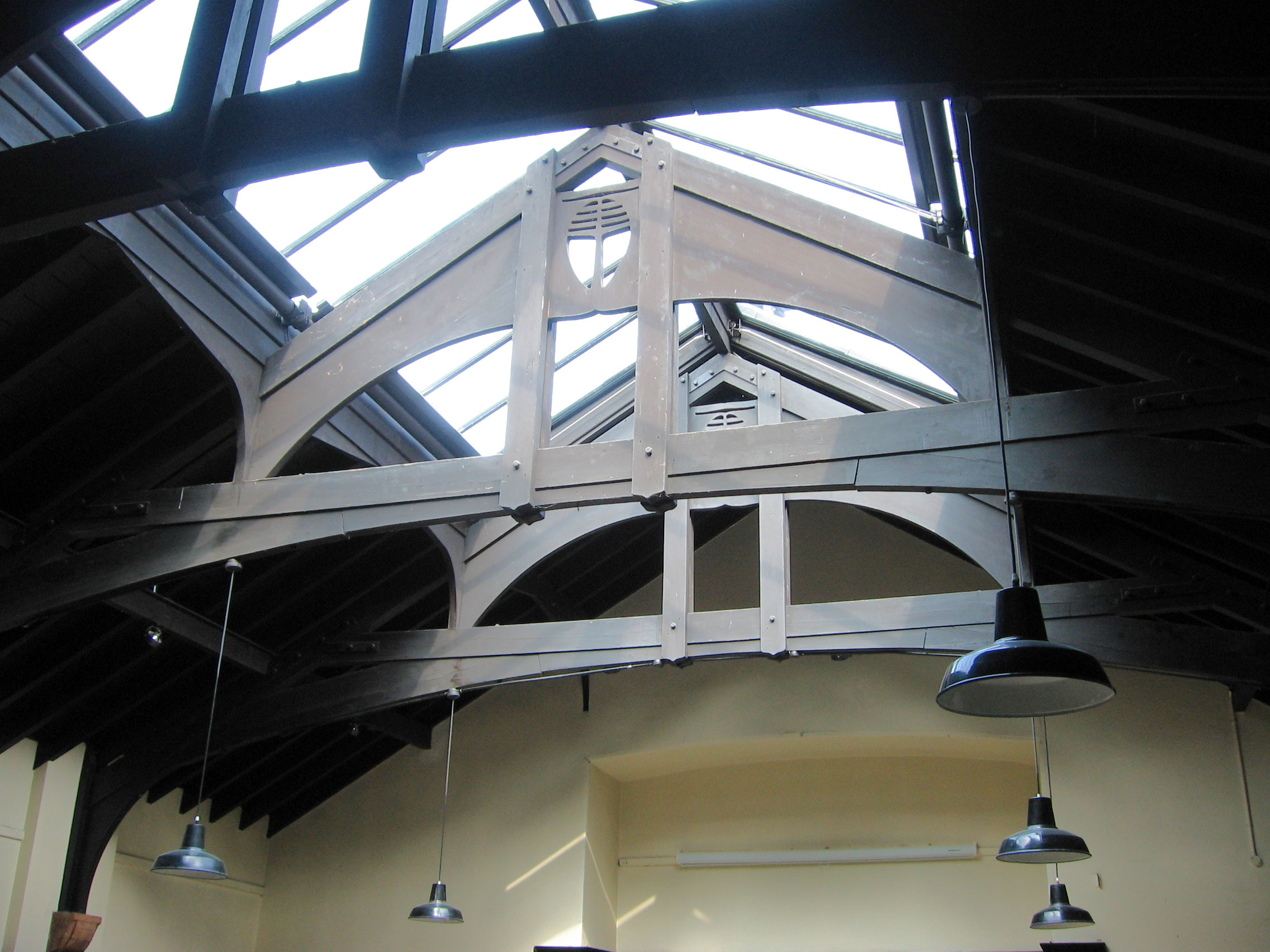
дах залу
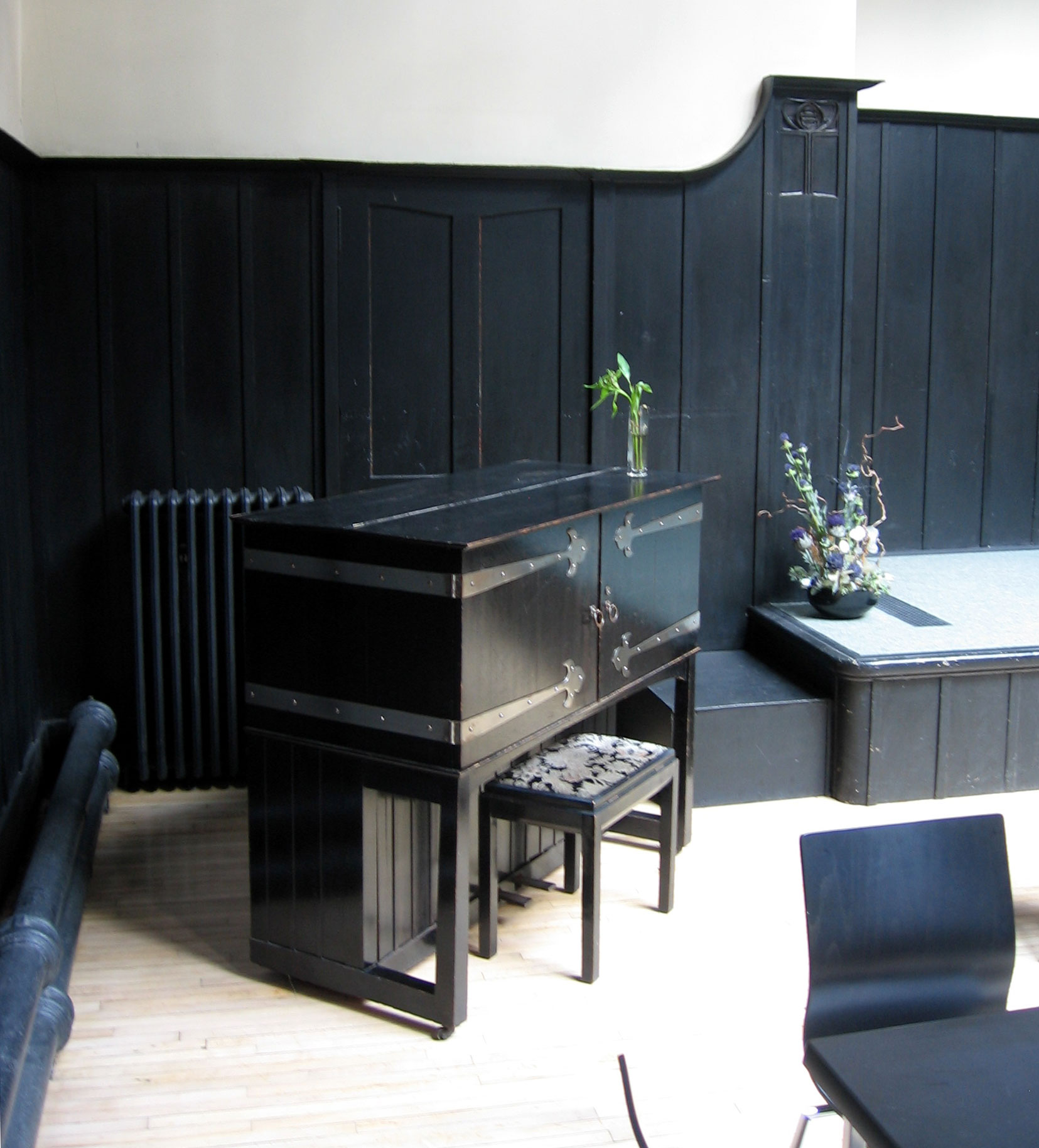
клавіатура в залі
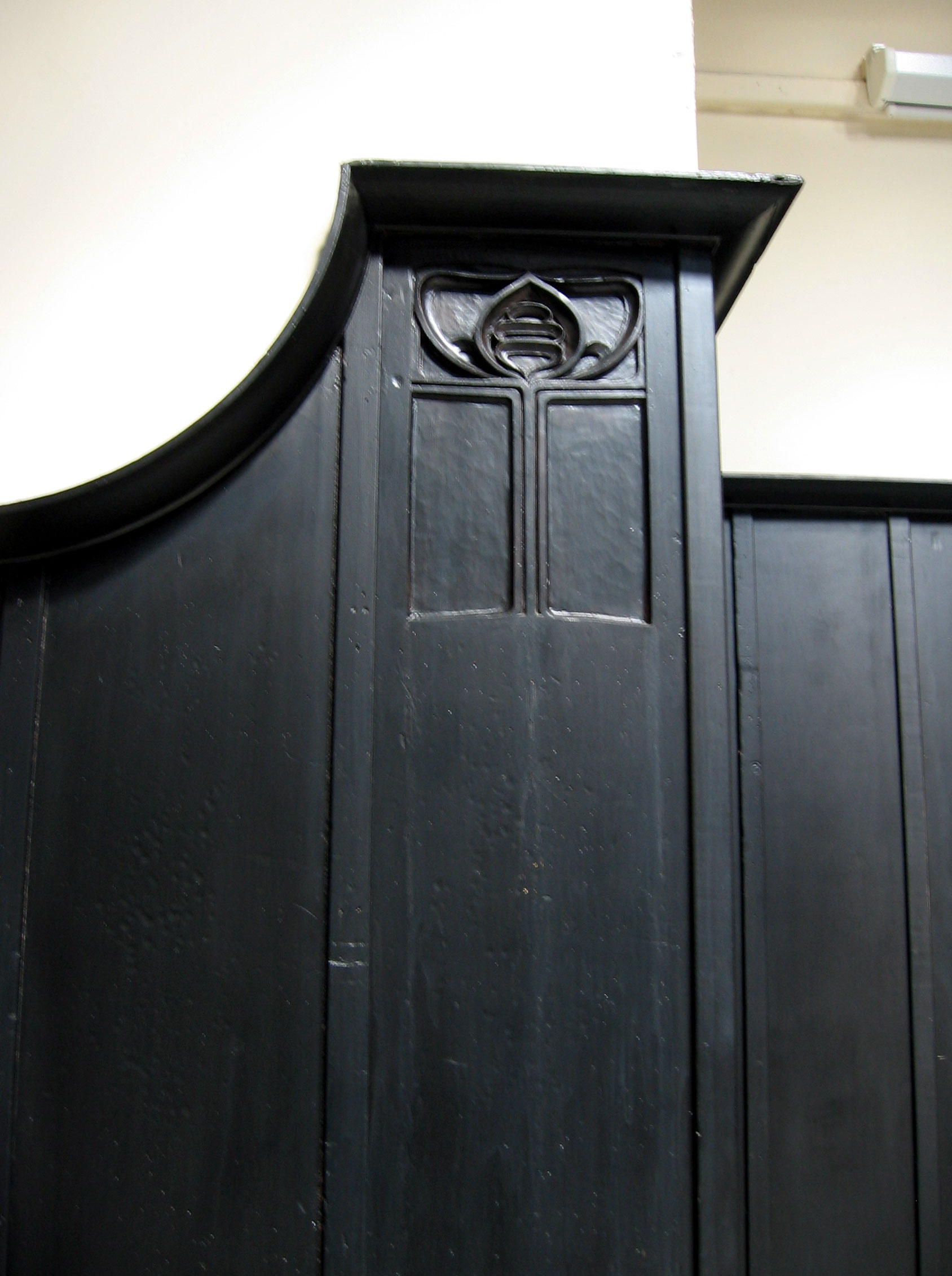
деталь залу